# Lázaro Gutiérrez de Lara
Lázaro Ildefonso Gutiérrez de Lara Salazar (Monterrey, Nuevo León; 23 de enero de 1870-Sáric, Sonora; 18 de enero de 1918) fue un abogado, periodista, escritor y líder obrero mexicano que participó en la huelga de Cananea, precursor de la Revolución mexicana, dirigió el semanario El Porvenir y fue uno de los fundadores del periódico Revolución.

## Inicios
Nació el 23 de enero de 1870 en Monterrey, Nuevo León, hijo de Felipe Gutiérrez de Lara (originario de Salinas Victoria) y de Romana Salazar (originaria de Cadereyta Jiménez). Estudió en la Escuela de Jurisprudencia de Monterrey y obtuvo el título de abogado. Radicado en Chihuahua, fue juez de primera instancia en 1902.[cita requerida]

## Actividades revolucionarias
Establecido en Arizpe, Sonora, dirigió allí el semanario El Porvenir. En 1905, durante su paso a Cananea, participó en la huelga de 1906. Residió temporalmente en los Estados Unidos, donde mantuvo relación con John Kenneth Turner y otros líderes socialistas. Acompañó a Turner a México cuando éste recogía información sobre sus artículos "Barbarus Mexico", de The American Magazine (octubre de 1909-enero de 1910, recogidos después en el libro del mismo nombre).[cita requerida]
Disfrazados de vagabundos, entraron al país. En ferrocarril de primera clase viajaron hasta el Valle del Nacional (Oaxaca) y Yucatán, en la que Turner pasó como comprador de henequén y Gutiérrez de Lara como su traductor. Sus relaciones personales fueron muy útiles al escritor norteamericano. Su adhesión a Francisco I. Madero le valió el epíteto de «tránsfuga de la verdadera revolución popular», que le dio Ricardo Flores Magón.[cita requerida]
Según Manuel W. González, después de que las tropas de Madero combatieron a Pascual Orozco, en mayo de 1912, Gutiérrez de Lara se hallaba en los minerales de Rosita y Agujita en Coahuila, difundiendo las ideas socialistas. El primer escritor lo describe como «hombre inteligente y de fácil palabra». Venustiano Carranza ordenó su aprehensión, pero «después de hablar largamente con él, lo dejó en absoluta libertad». Gutiérrez de Lara volvió a Sonora y a los Estados Unidos.[cita requerida]

## Obra literaria
Publicó su libro El pueblo mexicano y sus luchas por la libertad (Los Ángeles, 1914), que ese mismo año tradujo al inglés Edgcumb Pinchon e imprimió la editora Doubleday, Page & Co., de Nueva York, con el título The Mexican People: Their Struggle for Freedom. Publicó también Historia de un refugiado político (Story of a political refugee]]) y la novela Los bribones, editada en Los Ángeles.[cita requerida]
Héctor González González conceptúa la obra El pueblo mexicano... como: "una historia de México, considerada desde el punto de vista de los esfuerzos del pueblo para conquistar sus libertades políticas y bienestar económico ...libro escrito con sencillez... con orientación perfectamente definida y clara y con el que ayudó a las gentes de la época de este país con una luz diversa y desde un punto de vista nuevo para la mayoría del pueblo" (Siglo y Medio de Cultura Nuevoleonesa, 1993, p. 24).

## Gutiérrez de Lara como precursor de la Revolución
La posición de Gutiérrez de Lara como precursor de la Revolución se advierte en las propuestas que hace su obra; organización del pueblo en clubes políticos para dominar la situación; expropiación, nacionalización y democratización de la tierra y de los productos del subsuelo (petróleo, carbón, etcétera) de los transportes y de la industria; cancelación del Fondo Piadoso de California, por anticonstitucional; unificación política y económica en los países de América Latina; organización de los trabajadores en grupos sindicales, solidarizándose con las demás uniones internacionales, etcétera.[cita requerida]

Lázaro Gutiérrez de Lara y un grupo de mujeres en espera de la llegada del general Antonio Rábago, en 1911.

## Aprehensión y muerte
Gutiérrez de Lara fue aprehendido cuando intervenía en una huelga de mineros en Cananea, siendo fusilado sin formación de causa en Sáric, Sonora, el 18 de enero de 1918, siendo enterrado en el panteón municipal de esa ciudad.